# Cycle de Xanth
Le cycle de Xanth (titre original : Xanth series) est une série de romans de light fantasy, écrits par l'auteur américain Piers Anthony.

## Résumé
Xanth est un monde magique où chaque habitant a un pouvoir. Comme tous les éléments naturels tels que les plantes (les poulpiers). Ce pays est également peuplé d'animaux magiques (mandragores, licornes, harpies, ...) qui sont le résultat de croisements d'espèces vulgaires (êtres sans pouvoirs magiques).
Si à l'âge de 25 ans, un habitant de Xanth n'a pas découvert son pouvoir, il est banni de Xanth et condamné à l'exil en Vulgarie. Le chef du royaume de Xanth est un magicien (jamais une magicienne), c'est-à-dire un habitant qui a des pouvoirs supérieurs à la normale.

## Liste des ouvrages de la saga
1. Lunes pour caméléon, 1991 ((en) A spell for Chameleon, 1977)Prix British Fantasy 1978
2. La Source de magie, 1991 ((en) The Source of Magic, 1979)
3. Château-roogna, 1992 ((en) Casle Roogna, 1979)
4. L'(A)ile du centaure, 1992 ((en) Centaur's Aisle, 1982)
5. Amours, délices et ogres, 1993 ((en) Ogre, Ogre, 1982)
6. Cavale dans la nuit, 1993 ((en) Night Mare, 1983)
7. Dragon sur piédestal, 1994 ((en) Dragon on a Pedestal, 1983)
8. La tapisserie des gobelins, 1994 ((en) Crewel Lye, 1985)
9. Un golem dans le potage, 2010 ((en) Golem in the Gears, 1986)
10. (en) Vale of the Vole, 1987
11. (en) Heaven Cent, 1988
12. (en) Man from Mundania, 1989
13. (en) Isle of View, 1990
14. (en) Question Quest, 1991
15. (en) The Color of Her Panties, 1992
16. (en) Demons Don't Dream, 1992
17. (en) Harpy Thyme, 1993
18. (en) Geis of the Gargoyle, 1994
19. (en) Roc and a Hard Place, 1995
20. (en) Yon Ill Wind, 1996
21. (en) Faun & Games, 1997
22. (en) Zombie Lover, 1998
23. (en) Xone of Contention, 1999
24. (en) The Dastard, 2000
25. (en) Swell Foop, 2001
26. (en) Up In A Heaval, 2002
27. (en) Cube Route, 2003
28. (en) Currant Events, 2004
29. (en) Pet Peeve, 2005
30. (en) Stork Naked, 2006
31. (en) Air Apparent, 2007
32. (en) Two to the Fifth, 2008
33. (en) Jumper Cable, 2009
34. (en) Knot Gneiss, 2010
35. (en) Well-Tempered Clavicle, 2011
36. (en) Luck Of The Draw, 2012
37. (en) Esrever Doom, 2013
38. (en) Board Stiff, 2013
39. (en) Five Portraits, 2014
40. (en) Isis Orb, 2016
41. (en) Ghost Writer in the Sky, 2017
42. (en) Fire Sail, 2019
43. (en) Jest Right, 2020
44. (en) Skeleton Key, 2021
45. (en) A Tryst of Fate, 2021
46. (en) Six Crystal Princesses, 2022
47. (en) Apoca Lips, 2023

Les huit premiers ont été traduits et édités par Presses Pocket de 1991 à 1994 puis réédités par Milady de 2009 à 2010.

Le neuvième a été publié en 2010, toujours par Milady.

Bragelonne a publié en 2011 le premier tome d'une intégrale : ce volume reprend les trois premiers volumes du cycle.